# Cultura da Nicarágua

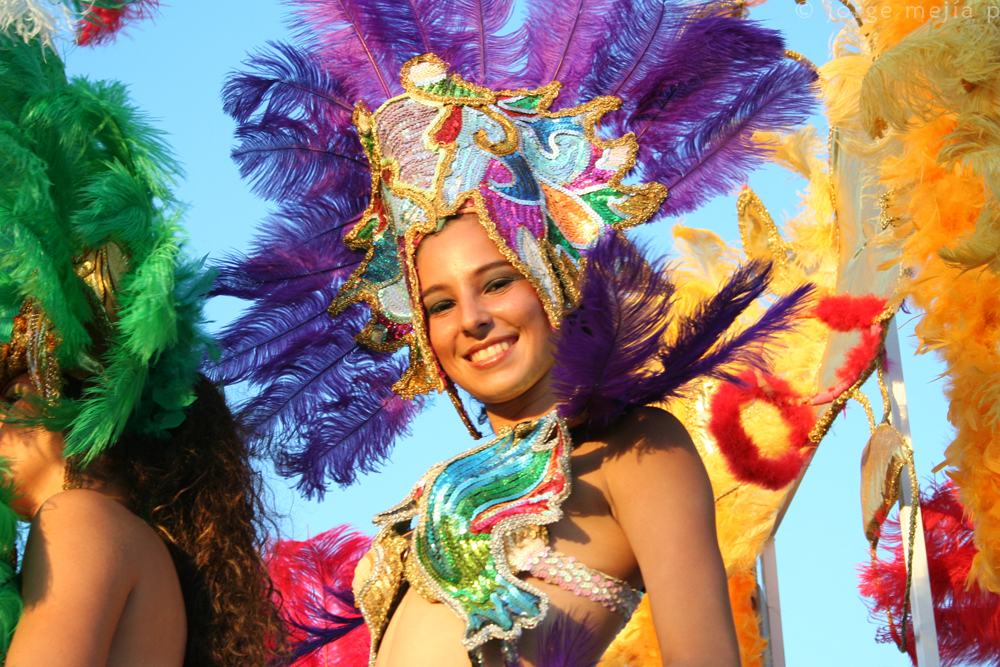
Celebração do Carnaval anual "Alegria por la vida" em Manágua, capital da Nicarágua, em 2007.

A cultura da Nicarágua é uma fusão de influências mesoamericanas, chibchas, espanholas e britânicas.

## Geografia
A Nicarágua localiza-se América Central, entre o Caribe e o Pacífico. A Nicarágua Ocidental foi uma colônia da Espanha e, portanto, compartilha a mesma cultura de outros países americanos de língua espanhola. A região oeste foi dominada pelo povo náuatle, especificamente os nicaraos, um ramo do povo pipiles. A herança náuatle ainda pode ser vista na cultura nicaraguense, especialmente em sua culinária, nas etimologias de muitos de seus topônimos e até mesmo em análises de DNA.
Enquanto o oeste da Nicarágua é principalmente indígena de origem náuatle ou oto-mangueana, o leste da Nicarágua é principalmente de origem chibcha, misquito e africana. A região norte, no entanto, é habitada por indígenas e descendentes de europeus, em sua maioria descendentes de alemães e espanhóis. No leste do país, vigorava um protetorado britânico, e o inglês é falado internamente, junto com o espanhol e as línguas indígenas, de modo que a cultura é semelhante à cultura das antigas colônias britânicas no Caribe, como Jamaica, Belize e Ilhas Cayman.

## Idioma
O idioma oficial da Nicarágua é o espanhol. O espanhol nicaraguense é uma versão nacionalizada da língua falada por um total de cerca de 7 milhões de pessoas. Possui 2 línguas europeias e 9 línguas indígenas vivas, com uma alfabetização de 83%.
| Nº | Idioma   | Falantes  | Porcentagem |
| -- | -------- | --------- | ----------- |
| 1  | Espanhol | 4.988.000 | 97%         |
| 2  | Misquito | 154.400   |             |
| 3  | Crioulo  | 30.000    |             |
| 4  | Inglês   | 20.334    |             |
| 5  | Chinês   | 7.000     |             |
| 6  | Sumo     | 6.700     |             |
| 7  | Gestual  | 3.000     |             |
| 8  | Garifuna | 1.500     |             |
| 9  | Árabe    | 400       |             |
| 10 | Ramu     | 24        |             |